# Aleb Illitj-Jaure
Aleb Illitj-Jaure är en sjö i Arjeplogs kommun i Lappland och ingår i Skellefteälvens huvudavrinningsområde. Sjön har en area på 0,261 kvadratkilometer och ligger 511 meter över havet. Aleb Illitj-Jaure ligger i Hornavan-Sädvajaure fjällurskog Natura 2000-område. Sjön avvattnas av vattendraget Illitj-Jåkkå.

## Delavrinningsområde
Aleb Illitj-Jaure ingår i det delavrinningsområde (736768-154115) som SMHI kallar för Inloppet i Luleb Illitj-Jaure. Medelhöjden är 666 meter över havet och ytan är 14,17 kvadratkilometer. Det finns inga avrinningsområden uppströms utan avrinningsområdet är högsta punkten. Illitj-Jåkkå som avvattnar avrinningsområdet har biflödesordning 2, vilket innebär att vattnet flödar genom totalt 2 vattendrag innan det når havet efter 335 kilometer. Avrinningsområdet består mestadels av skog (74 procent) och kalfjäll (20 procent). Avrinningsområdet har 0,38 kvadratkilometer vattenytor vilket ger det en sjöprocent på 2,7 procent.